# آرتیومس رودنوس
آرتیومس رودنوس (لتونیایی: Artjoms Rudņevs؛ زادهٔ ۱۳ ژانویهٔ ۱۹۸۸) بازیکن فوتبال سابق اهل لتونی است.
از باشگاه‌هایی که در آن بازی کرده‌است می‌توان به لخ پوزنان، هامبورگ، هانوفر ۹۶ و کلن اشاره کرد.
وی همچنین در تیم ملی فوتبال لتونی بازی کرده‌است.

## افتخارات

### باشگاهی
لخ پوزنان
- جام حذفی فوتبال لهستان نایب قهرمان: ۲۰۱۱

### فردی
- بهترین بازیکن لیگ برتر فوتبال لهستان به انتخاب اتحادیه فوتبال لهستان: ۲۰۱۱
- لیگ برتر فوتبال لهستان بهترین گلزن: ۱۲–۲۰۱۱